# Pseudoginglymostoma brevicaudatum
Pseudoginglymostoma brevicaudatum är en hajart som först beskrevs av Günther 1867.  Pseudoginglymostoma brevicaudatum ingår i släktet Pseudoginglymostoma och familjen Ginglymostomatidae. IUCN kategoriserar arten globalt som sårbar. Inga underarter finns listade i Catalogue of Life.